# Vedaranyam
Vedaranyam is een panchayatdorp in het district Nagapattinam van de Indiase staat Tamil Nadu. 

## Demografie
Volgens de Indiase volkstelling van 2001 wonen er 31.728 mensen in Vedaranyam, waarvan 48% mannelijk en 52% vrouwelijk is. De plaats heeft een alfabetiseringsgraad van 71%.